# 프란시스 피카비아

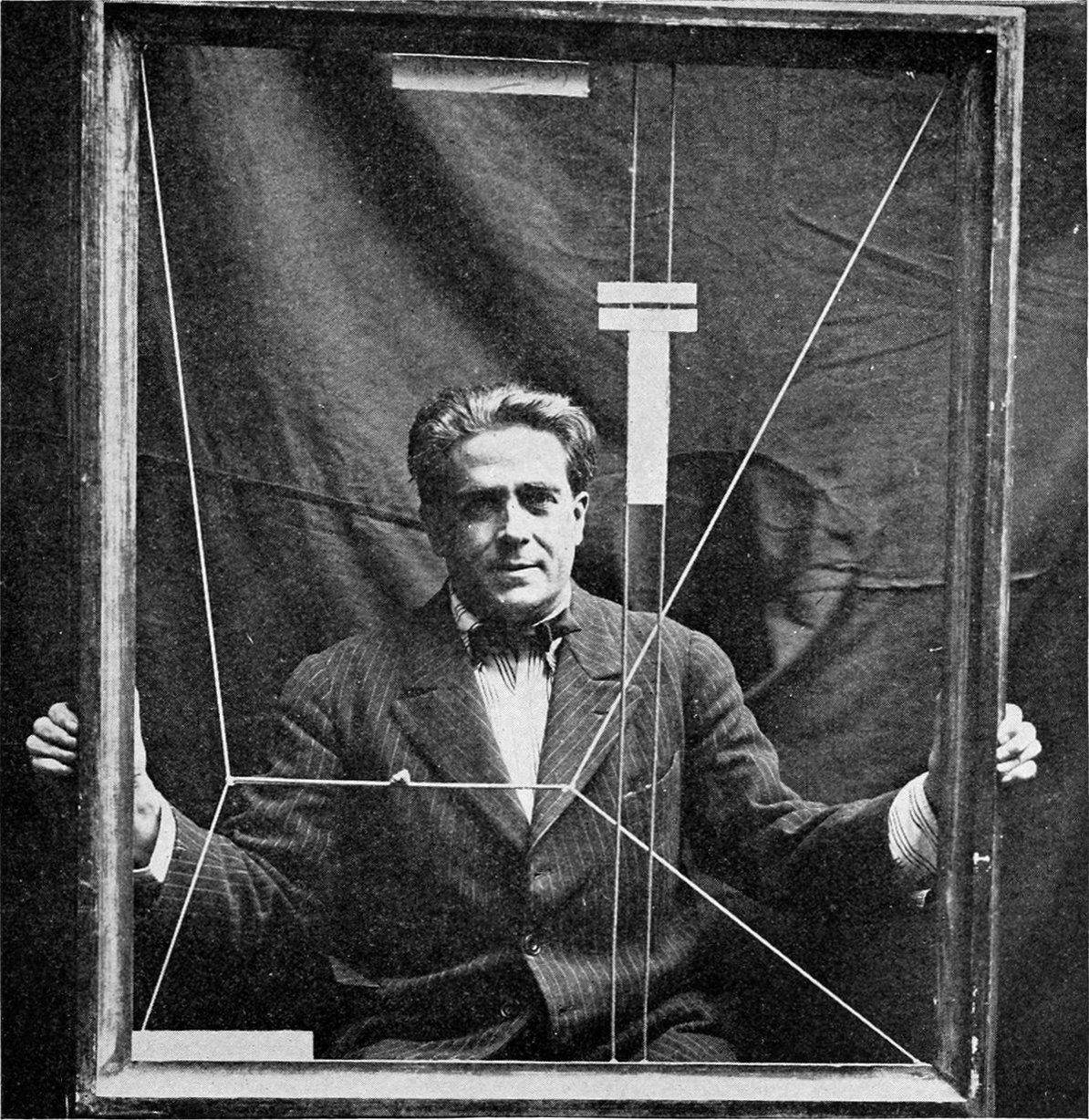
1919년 모습

프란시스 피카비아(Francis Picabia, 프랑스어: [fʁɑ̃sis pikabja], 본명: Francis-Marie Martinez de Picabia, 1879년 1월 22일 – 1953년 11월 30일)는 다다이즘과 밀접하게 연관된 프랑스 아방가르드 화가, 작가, 영화 제작자, 잡지 출판사, 시인, 인쇄술가였다.
피카비아가 그린 다양한 스타일을 고려할 때 관찰자들은 그의 경력을 "형태 변형" 또는 "만화경"으로 묘사했다. 인상주의와 점묘법을 실험한 후 피카비아는 입체파와 연관되었다. 그의 고도로 추상적인 평면 구성은 다채롭고 대비가 풍부했다. 그는 1921년에 이를 비난하기 전까지 미국과 프랑스에서 다다이즘 운동의 초기 주요 인물 중 한 사람이었다. 나중에 잠시 초현실주의와 연관되었지만 곧 예술계에 등을 돌렸다.